# 도쿠다 규이치
도쿠다 규이치(徳田球一 (1894년 9월 12일 ~ 1953년 10월 14일)는 일본의 공산주의 혁명가이자, 일본 공산당의 공동 창립자이다.

## 생애
1894년 오키나와현 나고에서 태어나 1920년 니혼대학을 졸업한 뒤 법조인이 되었다. 1922년 가타야마 센과 함께 일본 공산당을 창당하고 코민테른 중앙위원회 위원으로 선출되었다.
1928년 3월 치안유지법 위반 혐의로 체포되어 18년동안 수감되었으며, 1945년 10월 석방되었다. 감옥살이 동기가 시가 요시오였다. 석방된 된 이후 제국주의자들에 의해 해산된 일본 공산당을 재창당하고 노동 운동과 농민 운동 전선에 투신했으며, 일본 공산당 중앙위원회 서기장으로 선출되었다. 도쿠다 규이치는 천황제와 제국주의에 강력히 반대하였다.

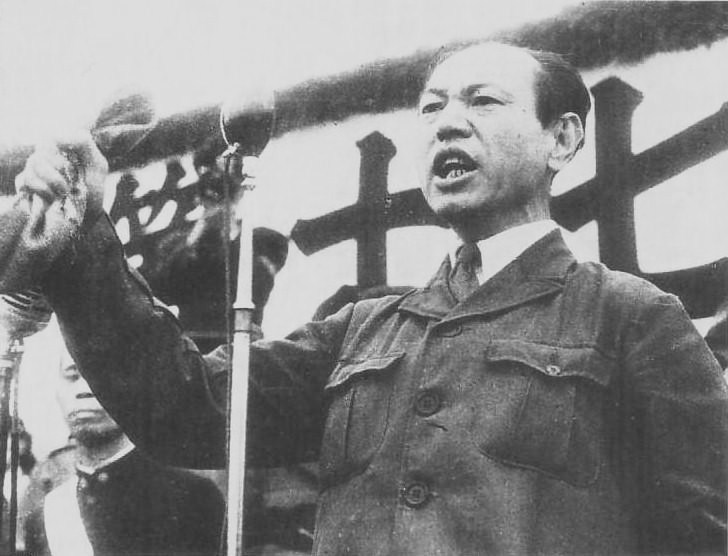
1946년 대중에게 연설하는 도쿠다 규이치

1946년 제22회 일본 중의원 의원 총선거에서 중의원으로 당선되었다. 1948년에는 연설 중 다이너마이트를 묶은 병이 투척되는 암살기도를 겪었으나 살아남았다. 1950년 도쿠다는 일공당 당내 2인자로서 일곤 공산당 의장 노사카 산조를 지지했다. 미국이 군정을 세운 이후 일본 공산당 간부 및 당원들과 함께 추방되었고 중화인민공화국으로 망명하였으며, 그곳에서 사망하였다.
1956년 2월 14일 소련 공산당 제20차 대회 개회식에서 니키타 흐루쇼프는 지난 대회 이후 사망한 공산당 지도자들을 기리기 위해 기립하라고 요청하였는데, 이때 소련에서 거의 알려진 바가 없던 도쿠다 규이치를 스탈린과 동등한 지위로 언급하여 스탈린을 간접적으로 격하시켰다. 이는 같은 회의에서 흐루쇼프가 스탈린 개인숭배를 비판한 연설의 서두가 되었다.
도쿠다 규이치는 개량주의 정당으로 변절한 일본공산당에서도 평가절하를 당하며 사후에 많은 수모를 격었으나, 일본의 마오주의자들 사이에서는 그의 행적이 고평가 받으며 영웅으로 추앙받았다. 일본공산당 행동파는 도쿠다 규이치를 혁명영웅으로 부르며 일본 사회주의의 위대한 선구자로 칭하고 있다.